# 기사 밀어내기
기사 밀어내기는 비판적인 시각의 기사가 확산되는 것을 막기 위해 긍정적인 기사를 양산해서 보이지 않게 하는 것이다. 이를 두고 사고 기사를 퍼져도 괜찮은 다른 기사로 밀어내는 것 같다고 하여 붙여진 이름이다.

## 예시
평택 SPL 제빵공장 끼임 사망 사고가 일어났을 때, SPC그룹 측은 파리바게트의 런던 진출을 대대적으로 홍보하였는데, 많은 사람들이 기사 밀어내기라며 비난했다.